# Kazimierz Jan Szczuka
Kazimierz Jan Szczuka herbu Grabie (ur. 1620, zm. 30 czerwca 1694 w Chełmnie) – biskup chełmiński, administrator apostolski diecezji pomezańskiej, kustosz kapituły katedralnej poznańskiej w latach 1658-1667, podróżnik, żołnierz, opat paradyski od 1688, dyplomata.

## Życiorys
Nominowany przez papieża Innocentego XII na biskupa 5 października 1693, konsekrowany na biskupa przez ordynariusza diecezji poznańskiej Stanisława Jana Witwickiego.
Zanim został biskupem podróżował, a jako żołnierz brał udział w wojnie ze Szwecją oraz Turcją. Po abdykacji Jana II Kazimierza w 1668 roku, popierał do polskiej korony kandydaturę francuskiego księcia Wielkiego Kondeusza. W 1669 roku był elektorem Michała Korybuta Wiśniowieckiego z ziemi wiskiej.Elektor Jana III Sobieskiego z ziemi wiskiej w 1674 roku.  W 1670 w wieku 50 lat postanowił zostać księdzem, a następnie opatem pradyskim. W 1693 po trzykrotnej próbie odmowy przyjął godność biskupa chełmińskiego. W lutym 1694 odbył uroczysty ingres, a już 30 czerwca zmarł.
Po śmierci biskupa diecezją administrowali: biskup pomocniczy Tomasz Skotnicki oraz archidiakon Feliks Ignacy Kretkowski.
Pochowany w kościele parafialnym św. Krzyża w Warszawie.